# Charivari (Heirat)
Ein Charivari ist eine in Frankreich und in einigen Teilen des Saarlandes (auch: Schalwarikloppen) verbreitete Art Polterabend, der im Falle einer Wiederverheiratung veranstaltet wurde.
Es handelte sich um einen ritualisierten Klamauk, den die Eltern und Freunde des Witwers oder der Witwe organisierten, der oder die sich erneut verheiraten wollte. Mehr oder weniger obszöne Gesänge und Tänze unter den Fenstern sowie Tierschreie sollten die Brautleute dazu bringen, Getränke zu reichen.
Der aus dem Mittelalter stammende Brauch, der oft in Form einer Katzenmusik einer sich wieder verheiratenden Witwe dargebracht wurde, bestand in einem wüsten Lärmen unter Absingen obszöner Lieder. Das Ehepaar musste sich davon gewöhnlich durch die Zahlung eines Lösegelds befreien. Da dies oft bis zur Erpressung führte, verbot das Konzil von Tours (1163) unter Androhung der Exkommunikation die Aufführung von Katzenmusiken. Trotzdem hat sich dieser Brauch besonders in ländlichen Gegenden bis ins 19. Jahrhundert erhalten.

## Bibliographie
- Christian Desplat: Charivaris en Gascogne. La « morale des peuples » du XVI au XX siècle. Berger-Levrault, 1982.
- Claude Gauvard, Altan Gokalp: Les conduites du bruit et leur signification à la fin du Moyen Âge : le charivari. In: Annales. Économies, sociétés, civilisations. Jg. 1974, S. 693–704 (Digitalisat).
- Jacques Le Goff, Jean-Claude Schmitt (Hrsg.): Le Charivari : actes de la table ronde organisée à Paris (1977) par le CNRS et l’EHESS (= Civilisations et sociétés). Mouton, 1981.
- Loretta T. Johnson: Charivari/Shivaree: A European Folk Ritual on American Plains. In: Journal of Interdisciplinary History. Bd. 20, 1990, S. 371–387.
- Henri Rey-Flaud: Le Charivari. Les rituels fondamentaux de la sexualité. Payot, 1985.